# قرار مجلس الأمن التابع للأمم المتحدة رقم 680
قرار مجلس الأمن التابع للأمم المتحدة رقم 680، المعتمد في 14 كانون الأول / ديسمبر 1990، أشار إلى تقرير للأمين العام مفاده أن وجود قوة الأمم المتحدة لحفظ السلام في قبرص، بسبب الظروف القائمة، سيظل ضرورياً للتوصل إلى تسوية سلمية. وطلب المجلس من الأمين العام تقديم تقرير مرة أخرى قبل 31 مايو / أيار 1991 لمتابعة تنفيذ القرار.
أعاد المجلس تأكيد قراراته السابقة، بما في ذلك القرار 365 (1974)، الذي أعرب عن قلقه إزاء الوضع، وحث الأطراف المعنية على العمل معًا من أجل السلام، ومرة أخرى تمديد ولاية القوة في قبرص، المنصوص عليه في القرار 186 (1964)، حتى 15 يونيو 1991.